# Lee Soon-ei
Lee Soon-Ei (15 de outubro de 1965) é uma ex-handebolista sul-coreana. medalhista olímpica.
Fez parte da geração sul-coreana, medalha de prata, em Los Angeles 1984.